# David Baltimore
David Baltimore (New York, 7 marzo 1938) è un biologo statunitense, amministratore universitario e vincitore nel 1975 del Premio Nobel per la Medicina  insieme a Howard Temin e Renato Dulbecco "per le loro scoperte riguardanti l'interazione tra i virus tumorali e il materiale genetico della cellula"..
Fu presidente della California Institute of Technology (Caltech) dal 1997 al 2006, ed è ora il President Emeritus and Robert Andrews Millikan Professor of Biology al Caltech. È stato anche presidente della Rockefeller University dal 1990 al 1991, e del American Association for the Advancement of Science nel 2007. Dr. Baltimore ha profondamente influenzato la scienza internazionale, dando contributi importanti nell'immunologia, virologia, ricerca per il cancro, biotecnologia, e ricerca sul DNA ricombinato, attraverso i suoi traguardi come ricercatore, amministratore, educatore e difensore pubblico della scienza ed ingegneria.
Ha insegnato a molti studenti, in corso di laurea e anche a laureati, molti dei quali hanno poi avuto notevoli carriere da ricercatori. In aggiunta al premio Nobel, ha ottenuto numerosi premi, includendo la U.S. National Medal of Science nel 1999. Il dr. Baltimore è ora nella Board of Sponsors per il “Bulletin of the Atomic Scientists” ed è un consulente per la Science Philanthropy Alliance.

## Biografia

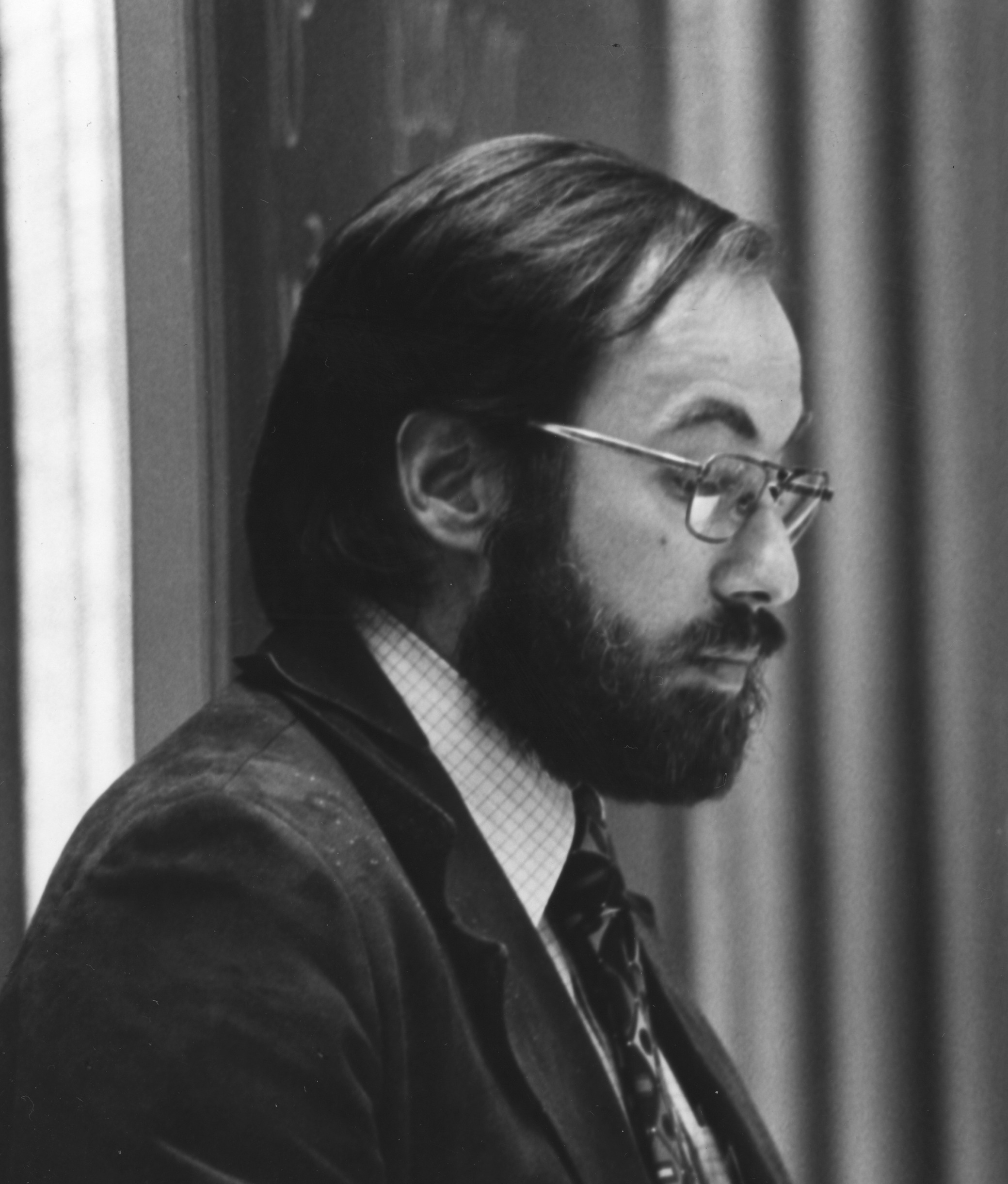
Baltimore negli anni '70

Baltimore è nato il 7 marzo, 1938 a New York, figlio di Gertrude Lipschitz e Richard Baltimore. Cresciuto nei vicinati dei Queens di Forest Hills e Rego Park, Queens, si trasferì con la propria famiglia nel Great Neck, New York, mentre era al secondo anno scolastico perché sua madre riteneva inadeguate le scuole cittadine. Suo padre è cresciuto come ebreo ortodosso e sua madre era atea, ma Baltimore rispettò le festività ebree e andò nelle sinagoghe con suo padre durante il suo Bar mitzvah. Venne promosso alla Great Neck High School nel 1956, e sviluppò il suo interesse per la biologia durante un'estate liceale passata al Jackson Laboratory's Summer Student Program in Bar Harbor, Maine.

### Crescita Scientifica
Baltimore si laureò con grandi onorificenze al Swarthmore College nel 1960. Sviluppò il suo interesse per la biologia molecolare con George Streisinger, sotto la cui tutoria lavorò un'estate al Cold Spring Harbor Laboratory. Il futuro brillante di Baltimore fu evidente durante il suo lavoro da laureando: quando entrò nel programma di laurea in biologia del MIT nel 1960, con un brillante e vivace approccio allo studio scientifico. I suoi primi interessi nella genetica dei fagi si espanse velocemente in una passione per i virus animali. Partecipò al corso sulla virologia animale del Cold Spring Harbor nel 1961 e si trasferì nel laboratorio di Richard Franklin al Rockefeller Institute di New York City, che era uno dei pochi laboratori pionieri sulla ricerca molecolare della virologia animale. Lì, fece fondamentali scoperte sulla replicazione dei virus ed il loro effetto nel metabolismo della cellula, compresa la prima descrizione della RNA replicasi. Completando il proprio lavoro di tesi in 18 mesi, Baltimore tornò al MIT per del lavoro post laurea con James Darnell nel 1963. Continuò il suo lavoro della replicazione virale usando poliovirus e studiò enzimologia con Jerard Hurwitz al Albert Einstein College of Medicine nel 1964/1965.

### Investigatore Indipendente
Nel febbraio del 1965, Baltimore fu reclutato da Renato Dulbecco al nuovo Salk Institute for Biological Studies in La Jolla come membro ricercatore indipendente. Lì, investigò la replicazione del RNA nei poliovirus ed iniziò una lunga e storica carriera da mentore nei primi anni di carriera di altri scienziati, inclusi Marc Girard e Michael Jacobson. Scoprirono i meccanismi dei tagli proteolitici delle poliproteine virali, puntando verso l'importanza dei processi proteolitici nella sintesi delle proteine eucariotiche. Incontrò anche la sua futura moglie, Alice Huang, che cominciò a lavorare con Baltimore al Salk nel 1967. ] Lui e Alice, assieme, portarono avanti esperimenti chiave sulle particelle interferenti difettose e pseudotipi virali. Durante questo lavoro, compì la grande scoperta che il polio produceva le proprie proteine virali come una singola e larga poliproteina che sarebbe poi processata in peptidi funzionali individuali.

### Massachusetts Institute of Technology

#### Trascrittasi Inversa
Nel 1968 fu reclutato dal premio Nobel Salvador Luria al Department of Biology del MIT come professore socio di microbiologia. Alice S. Huang si trasferì anch'essa al MIT per continuare la sua ricerca sui virus della stomatite vescicolare(VSV). Diventarono una coppia e si sposarono nell'ottobre del 1968. Al MIT, Huang, Baltimore, e la laureanda Martha Stampfer scoprirono che il VSV coinvolgeva una RNA polimerasi RNA-dipendente all'interno della particella virus e usava una nuova strategia di replicazione per replicare il proprio genoma RNA. VSV entrava nella cellula ospite come un singolo tratto negativo di RNA, ma portava con sé l'RNA polimerasi per stimolare il processo di trascrizione e replicazione di altro RNA.
Baltimore estese questo lavoro ed esaminò l'RNA di due virus tumorali, il virus di Rauscher e il virus del sarcoma di Rous. Scoprì la trascrittasi inversa (RTase o RT) - l'enzima che trascrive il DNA a partire dall'RNA. In questo modo scoprì una distinta classe di virus, successivamente chiamati retrovirus, che usano una base di RNA per catalizzare la sintesi del DNA. Questo scosse un "dogma centrale" della teoria genetica, la credenza che l'informazione passasse solamente dal DNA all'RNA (e quindi alle proteine). La trascrittasi inversa è essenziale per la riproduzione dei retrovirus, permettendo a questi virus di convertire tratti virali di RNA in tratti virali di DNA. I virus che cadono in questa categoria comprendono anche l'HIV.
La scoperta della trascrittasi inversa, fatta contemporaneamente con Howard Temin, che propose l'ipotesi provirus, scosse il dogma centrale della biologia molecolare mostrando che l'informazione genetica poteva passare bidirezionalmente tra DNA ed RNA. Pubblicarono queste scoperte nella prestigiosa rivista Nature. Questa scoperta fu diffusa come prova che gli approcci molecolari e virali per comprendere il cancro avrebbero portato a nuove cure per le devastanti malattie. Questo può aver influenzato la guerra contro il cancro del presidente Richard Nixon che iniziò nel 1971 e aumentò i fondi di ricerca per la malattia. Nel 1971, a 34 anni, Baltimore fu onorato come professore di Biologia al MIT, posto che tenne fino al 1997. Nel 1975, a 37 anni, Baltimore condivise il premio Nobel per la medicina con Howard Temin e Renato Dulbecco. La citazione dice: "per le loro scoperte riguardo l'interazione tra virus tumorali e il materiale genetico della cellula." A quel tempo, il più grande contributo di Baltimore alla virologia fu la sua scoperta della trascrittasi inversa.

#### Conferenza di Asilomar sul DNA ricombinante
Baltimore aiutò anche Paul Berg e Maxine Singer ad organizzare la conferenza di Asilomar sul DNA ricombinante, tenuta nel febbraio del 1975. La conferenza discusse i possibili pericoli delle nuove biotecnologie, stabilì regole per la sicurezza ed invitò ad un continuo monitoraggio su certi tipi di esperimenti e revisioni di possibili altri. Baltimore era già conscio dell'importanza dei cambiamenti nei laboratori: "L'intero processo Asilomar ha aperto un mondo dove la moderna biologia ha nuovi poteri che non avete neanche immaginato prima d'ora."

### MIT Cancer Center
Dopo aver vinto il premio Nobel, Baltimore riorganizzò il suo laboratorio, tornando a concentrarsi sull'immunologia e la virologia, con l'espressione genica delle immunoglobuline come area d'interesse principale. Nel 1973 venne onorato a professore di prestigio all'American Cancer Society of Microbiology, che portò ad un sostanziale supporto economico. Sempre nel 1973 diventò uno dei nuovi membri di facoltà nel riorganizzato MIT Center for Cancer, mostrando un creativo e fruttuoso periodo della sua carriera con quasi cinquanta pubblicazioni, inclusa la tesi sulla trascrittasi inversa, che avrebbe svoltato i paradigmi. Il MIT CRC aveva come leader Salvador E. Luria e presto ottenne la preminenza con un notevole gruppo di facoltà che comprendeva Baltimore, Philips Robbins, Herman Eisen, Philip Sharp, e Robert Weinberg, ognuno dei quali proseguì in una brillante carriera di ricerca. Baltimore fu onorato come Fellow of the American Academy of Arts and Sciences nel 1974. Tornò a New York City nel 1975, per un anno sabatico al Rockefeller University lavorando con Jim Darnell. Nel 1975, a 37 anni, Baltimore condivise il premio Nobel per la medicina con Howard Temin e Renato Dulbecco. La citazione legge,"per le loro scoperte riguardo l'interazione tra virus tumorali e il materiale genetico della cellula." A quel tempo, il più grande contributo di Baltimore alla virologia fu la sua scoperta della trascrittasi inversa (Rtase or RT) che è essenziale per la riproduzione dei retrovirus come l'HIV e fu scoperta indipendentemente, e circa nello stesso periodo, da Mizutani e Temin. In seguito, il suo laboratorio ed interessi intellettuali espansero entusiasmanti nuovi problemi come la patogenesi del Abelson murine leukemia virus (AMuLV), la differenziazione dei linfociti ed argomenti correlati di immunologia. Nel 1980 il suo gruppo isolò l'oncogene nell'AMuLV e mostrò che era un membro della nuova classe di protein-chinasi che usava l'amminoacido tirosina come fosfocettori. Questo tipo di attività enzimatica fu scoperta anche da Tony Hunter, che compì lavori estesi in quel campo. Baltimore continuò anche a perseguire fondamentali questioni sui virus RNA e, nel 1981, Baltimore e Vincent Racaniello, un socio post laurea nel suo laboratorio, usarono la tecnologia di DNA ricombinante per generare un plasmide contenente il genoma di un poliovirus, un virus RNA animale. Il DNA del plasmide fu introdotto in cellule colte di mammifero e fu prodotto il poliovirus infettivo. Il clone infettivo, il DNA che contiene il genoma di un virus, è ora uno strumento standard usato in virologia.

### Whitehead Institute of Biomedical Research
Nel 1982, con una donazione di un uomo d'affari e filantropo, Edwin C. “Jack” Whitehead, fu richiesto a Baltimore di aiutare a stabilire un istituto auto gestito di ricerca dedicato alla ricerca biomedica base. Concepirono una struttura unica di un istituto di ricerca indipendente, composto da “membri” i quali hanno avuto un rapporto vicino con il Dipartimento di Biologia del MIT. Il “Whitehead Institute for Biomedical Research” (WIBR) fu lanciato con $35 milioni per costruire ed equipaggiare un nuovo edificio, locato dall'altra parte del centro sul cancro del MIT in Cambridge, Massachusetts. L'istituto ricevette, inoltre, $5 milioni all'anno per reddito assicurato e una sostanziale sovvenzione (per un totale di $135 milioni). Sotto la direzione di Baltimore, un gruppo distinto di membri fondatori, inclusi Gerald Fink, Rudolf Jaenisch, Harvey Lodish e Robert Weinberg, fu messo assieme per poi crescere fino a 20 membri che appartenevano a diversi campi, dall'immunologia, genetica e oncologia agli studi fondamentali sullo sviluppo di topi e insetti della frutta. I contributi del Whitehead Institute alle bioscienze non sono secondi a nessuno. Meno di un decennio dopo la sua fondazione con la direzione di Baltimore, l'istituto fu nominato il più prestigioso istituto di ricerca di biologia molecolare e genetica del mondo e, dopo un periodo di altri 10 anni, le ricerche pubblicate dagli scienziati dell'istituto erano le più citate di qualsiasi altro istituto di ricerca biologico.
Dopo aver aperto l'istituto in una bellissima nuova costruzione dall'altra parte del centro sul cancro del MIT, Baltimore è diventato direttore del WIBR, il cui scopo era quello di espandere le facoltà e le aree di ricerca in aree chiave di ricerca, includendo la genetica di topi e drosophila. Il Whitehead Institute è stato valutato per seguire “ricerche mondiali sulla genetica e sulla biologia molecolare”, ed è stato un importante partner nel Progetto Genoma Umano.
Durante questo periodo, il nuovo programma di ricerca di Baltimore prosperò nel nuovo istituto. Importanti scoperte, al laboratorio di Baltimore, includono la scoperta della chiave di trascrizione NF-κB di Dr. Ranjan Sen e David Baltimore nel 1986. La loro intenzione era quella di identificare i fattori nucleari richiesti per l'espressione genica Ig nei linfociti B. Quello che scoprirono, NF-κB, si rivelò avere una maggiore importanza. NF-κB prende parte nelle risposte di regolazione cellulare e appartiene alla categoria di fattori di trascrizione primaria ad azione rapida. La loro scoperta portò ad una esplosione di informazioni coinvolgendo uno dei più studiati paradigmi degli ultimi due decenni.
Nel 1984 Rudolf Grosschedl e David Weaver, colleghi post-dottorali, stavano sperimentando la creazione di topi transgenici, utilizzandoli come modello di studio per malattie nel laboratorio di Baltimore. Hanno ipotizzato che “il controllo del riassetto del gene Ig possa essere l'unico meccanismo che determina la specificità della spessa espressione della catena di geni dentro alla discendenza delle cellule linfoidi.” Nel 1987 crearono così topi transgenici con il gene innescato che sviluppò la leucemia fatale.
David G. Schatz and Marjorie Oettinger, studenti del gruppo di ricerca di Baltimore nel 1988 e 1989, identificarono il paio proteico che riorganizza i geni delle immunoglobuline, il gene ricombinatore RAG-1 e RAG-2. Questo fu la scoperta chiave nel determinare come il sistema immunitario potesse avere specificità per una molecola data e fu considerata da Baltimore come la “nostra più significante scoperta nell'immunologia”.
Nel 1990, studente del laboratorio di David Baltimore al MIT, George Q. Daley dimostrò che una proteina chiamata bcr-abl è sufficiente per stimolare la crescita cellulare e causa la leucemia mieloide cronica (CML). Questo lavoro aiutò ad identificare una classe di proteine che diventa iperattiva con tipi specifici di cellule cancerogene. Ciò aiutò a stendere il lavoro preliminare di un nuovo tipo di droga, il quale attacca il cancro a livello genetico: lo sviluppo di questa droga contro il cancro, Imatinib (Gleevec), di Brian Druker disattiva le proteine bcr-abl. Gleevec ha mostrato risultati impressionanti nel trattamento della leucemia mieloide cronica ed è promettente nei trattamenti del tumore stromale gastrointestinale (GIST):

### Rockefeller University
Baltimore fu il direttore del Whitehead Institute fino al 1º luglio 1990, quando gli fu assegnato il posto come sesto Presidente della Rockefeller University a New York City. Trasferì il suo gruppo di ricerca a New York e continuò a dare contributi creativi alla virologia e alla regolazione cellulare. Avviò, inoltre, un'importante riforma nella gestione della facoltà e promosse lo stato di facoltà junior all'università. Dopo aver dato le dimissioni il 3 dicembre 1991, Baltimore rimase alla facoltà della Rockefeller University e continuò le sue ricerche fino alla primavera del 1994. Successivamente si riunì alla facoltà del MIT come professore di biologia molecolare e immunologia.

### California Institute of Technology

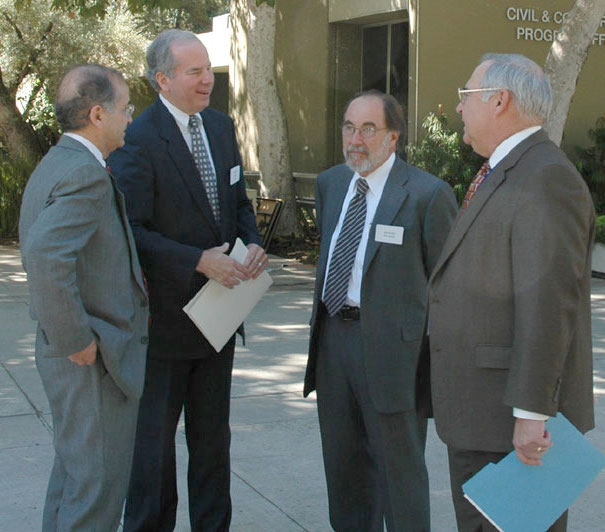
Da sinistra: JPL Director Charles Elachi, La Canada-Flintridge Mayor Greg Brown, Baltimore e JPL Deputy Director Eugene Tattini (2006).

Il 13 maggio 1997, Baltimore fu nominato presidente del California Institute of Technology (Caltech). Iniziò a lavorare in ufficio il 15 ottobre 1997 e fu inaugurato il 9 marzo 1998.
Durante l'incarico di ruolo di Baltimore alla Caltech, il presidente degli Stati Uniti Bill Clinton premiò Baltimore conferendogli la Medaglia Nazionale della Scienza nel 1999 per i suoi numerosi contributi al mondo scientifico. Nel 2004 la Rockefeller University diede a Baltimore la sua più alta carica d'onore: Dottore di Scienze (honoris causa).
Nell'Ottobre del 2005, Baltimore diede dimissioni come presidente di Caltech (vedi il caso Luk van Parijs). Jean-Lou Chameau fu il successore di Baltimore come presidente. Baltimore rimane tuttavia il Millikan Professor of Biology alla Caltech ed è un membro attivo della comunità dell'istituto.
Il suo laboratorio a Caltech si focalizza su due rilevanti aree di ricerca: capire il sistema immunitario dei mammiferi e creare vettori virali che rendano il sistema immunitario più resistente contro il cancro. Capire le diverse funzioni del fattore di trascrizione NF-κB è un fulcro. Il NF-κB è noto, ora, di attivare tanti quanti 1000 geni in risposta a diversi stimoli. È anche conosciuto per giocare diversi ruoli in cellule diverse.
Un altro fulcro è capire le funzioni del microRNA. Il microRNA fornisce un controllo sull'espressione genetica regolando la quantità di proteine fornite da particolari RNA messaggeri.
In ricerche recenti condotte da Jimmy Zhao, il team di ricerca di Baltimore ha scoperto una piccola molecola di RNA chiamata microRNA-146a (miR-146a) e allevò una specie di topi, alla quale mancava questo nuovo tipo di RNA. Hanno utilizzato questo tipo di topi come modello di studio degli effetti dell'infiammazione cronica sull'attività delle cellule staminali ematopoietiche (HSCs). I risultati ottenuti suggeriscono che il microRNA-146a protegga il HSCs durante l'infiammazione cronica e che la sua mancanza possa contribuire alla presenza di patologie come il cancro al sangue e anemia di Fanconi.

### Politica pubblica
Baltimore si è unito recentemente insieme ad altri scienziati per indire una moratoria mondiale sull'uso di nuove tecniche di modifica del genoma per alterare il DNA umano ereditabile. Una chiave di autorizzazione fu creata da Emmanuelle Charpentier, della Umea University di Svezia, e Jennifer A. Doudna, dell'University of California, per permettere ai ricercatori di affettare qualsiasi sequenza di DNA scelta. Richiamando la conferenza di Asilomar sulla ricombinazione del DNA del 1975, le persone coinvolte volevano che sia gli scienziati sia il pubblico fossero meglio a conoscenza dei problemi etici e dei rischi possibili con le nuove tecniche di modificazione del genoma.
In aggiunta alla sua influenza sull'ordine pubblico sulla ricerca della ricombinazione del DNA, Baltimore ha influenzato la politica nazionale riguardante l'epidemia di AIDS: Nel 1986 lui e Sheldon M. Wolff furono invitati dall'Accademia Nazionale delle Scienze e dall'Istituto di Medicina a fare da autori ad un report indipendente: “Confronting AIDS (1986)” per il quale chiesero un miliardo di dollari per finanziare un programma di ricerca per HIV/AIDS. Nel 1996 diventò capo del comitato di ricerca di un vaccino per l'AIDS (AVCR) alla National Institutes of Health (NIH).
Baltimore è membro della: Accademia Nazionale delle Scienze USA (NAS) dal 1974, dell'Accademia Americana delle Arti e delle Scienze dal 1974, del NAS Istituto di Medicina (IOM) dal 1974, dell'Associazione Americana di Immunologi dal 1984. Fu eletto Foreign Member of the Royal Society (ForMemRS) nel 1987, e fu premiato dalla Accademia Francese delle Scienze nel 2000 e dall'Associazione americana per la Ricerca del Cancro (AACR). È anche un memebro dell'Accademia Papale delle Scienze dal 1978. Nel 2006 Baltimore fu eletto per un periodo di tre anni come presidente dell'Associazione americana per l'avanzamento della scienza (AAAS).
Baltimore è anche un membro dell'USA Science and Engineering Festival's Advisory Board, del Jackson Laboratory's Board of Trustees, del Bulletin of the Atomic Scientists' Board of Directors Amgen, Inc. Board of Directors, e di altre organizzazioni.

### Controversie

#### Il caso di Imanishi-Kari
Durante la fine degli anni '80 e gli inizi degli anni '90, Thereza Imanishi-Kari, una scienziata che non lavorava nel laboratorio di Baltimore ma in un laboratorio separato al MIT, fu coinvolta in un caso di frode scientifica. Il caso ricevette una copertura estesa di notizie e un'investigazione da parte del Congresso. Il caso fu collegato al nome di Baltimore per via della sua collaborazione scientifica e, dopo, per la sua forte difesa della collega contro le accuse.
Nel 1986, mentre era professore di biologia al MIT e direttore al Whitehead, Baltimore scrisse, insieme a Thereza Imanishi-Kari (una professoressa aiutante di biologia che aveva il suo laboratorio al MIT) e ad altre quattro persone, un trattato scientifico sull'immunologia. Un tale del laboratorio di Imanishi-Kari, Margot O'Toole, la quale non era degli autori, riportò qualche sua preoccupazione riguardante il trattato, accusando Imanishi-Kari di aver fabbricato dati per una copertura. Baltimore, comunque, si rifiutò di ritirare il trattato.
O'Toole poco dopo abbandonò la sfida lanciata a Baltimore e al gruppo, ma il NIH, il quale diede fondi alla ricerca del trattato contestato, iniziò ad investigare grazie all'insistenza di Walter W. Stewart, un tale autonominatosi scopritore di frodi, e Ned Feder, il suo capo di laboratorio al NIH. Il rappresentante John Dingell (D-MI) seguì aggressivamente il processo, chiamando gli esaminatori del U.S. Secret Service (USSS; U.S. Treasury).
Attorno all'Ottobre del 1989, quando Baltimore divenne presidente della Rockefeller University, circa un terzo della facoltà si oppose al suo ruolo preoccupati dal suo comportamento manifestato durante il caso di Imanishi-Kari. Dovette visitare tutti i laboratori, uno ad uno, per ascoltare ogni preoccupazione direttamente da ciascun gruppo di ricercatori.
In una bozza del verbale datato Marzo 14, 1991, e basato principalmente sui ritrovamenti del USSS, l'unità di frodi del NIH accusò Imanashi-Kari di aver falsificato e fabbricato dati. L'unità inoltre criticò Baltimore per non aver accettato la sfida lanciatagli da O'Toole. Poco meno di una settimana dopo, il verbale fu trapelato alla stampa. Baltimore e altri tre coautori ritirarono il trattato; Imanishi-Kari e Moema H. Reis non firmarono la ritrattazione. Nel verbale, Baltimore ammise che fu troppo favorevole ad accettare la spiegazione di Imanishi-Kari, e sentì di non aver fatto molto per verificare i suoi dati e le sue conclusioni. Baltimore si scusò pubblicamente per non aver preso seriamente la sua carica di "talpa".
Nel mezzo delle preoccupazioni createsi dalle pubblicità negativa in connessione allo scandalo, Baltimore decise di ritirarsi dalla carica di presidente dell'Università e si ricongiunse alla facoltà di biologia del MIT.
Nel luglio del 1992, colui che aveva investigato sul caso, annunciò che non avrebbe portato nessun cambiamento sul piano civile e criminale contro Imanishi-Kari. Nell'Ottobre del 1984 però, l'officio di integrità della ricerca (ORI) provò Imanishi-Kari colpevole su 19 accuse di cattiva condotta, basando le proprie conclusioni largamente sulle analisi degli appunti di laboratorio da parte dei Secret Service.
Ci fu una richiesta, nel giugno del 1995, di ricontrollare tutte le accuse in dettaglio. Nel giugno dell'anno dopo, il comitato che richiese ciò deliberò che l'ORI non era riuscito a provare nemmeno una delle accuse. Dopo aver mostrato tutte le prove raccolte dall'ORI, il comitato fece cadere tutte le accuse contro Imanishi-Kari. Nel resoconto finale, il gruppo “trovò che la maggior parte di quel che l'ORI aveva presentato era irrilevante e che era inconsistente, senza nessun fondamento e poco affidabile, che era poco credibile o basato su assunzioni ingiustificate.” Sia OSI sia ORI non accusarono Baltimore di cattiva condotta scientifica. La reputazione di Stewart e Feder, i quali aveva spinto ad investigare, fu danneggiata molto.
Baltimore è stato sia criticato che difeso per le sue azioni nella questione. Nel 1993 il matematico Serge Lang criticò pesantemente il comportamento di Baltimore. Lo storico scientifico Daniel Kevles, dopo aver scritto l'assoluzione di Imanishi-Kari, raccontò l'accaduto nel suo libro nel 1998, The Baltimore Case. Horace Freeland Judson inoltre diede il proprio giudizio personale sulle azioni di Baltimore nel “The Great Betrayal: Fraud in Science”. Baltimore ha anche scritto la propria analisi dei fatti.

#### Il caso di Luk van Parijs
Nell'Ottobre del 2005, Baltimore lasciò il posto di presidente di Caltech, affermando: “Questa non è una decisione a cui sono giunto facilmente, ma sono convinto che per l'interesse dell'istituto sia meglio che ci sia una transizione presidenziale in questo particolare periodo…” Subito dopo, su richiesta di Baltimore, l'università iniziò ad investigare il lavoro che Luk van Parijs aveva seguito nel laboratorio di Baltimore. Lo scienziato divenne sospetto al MIT, per via del lavoro fatto dopo aver lasciato il laboratorio di Baltimore. Dopo essere stato licenziato al MIT, il suo supervisore notò dei problemi con i suoi lavori al Brigham and Womem's Hospital, prima di lasciare Harvard per andare al laboratorio di Baltimore. Concluse nel marzo del 2007, le investigazioni rivelarono che van Parijs, da solo, ebbe una cattiva condotta scientifica, falsificando dati, e che quattro trattati, scritti assieme a Baltimore, necessitarono di correzioni.

### Premi ed Onorificenze
- Warren Alpert Foundation Prize (2000)
- National Medal of Science (1999)
- Premio Nobel per la medicina (1975)
- Fellow of the American Academy of Arts and Sciences (1974)
- NAS Award in Molecular Biology (1974)
- Canada Gairdner International Award (1974)
- Gustav Stern Award in Virologia (1971)
- Warren Triennial Prize (1971)
- Eli Lilly Award in Immunologia and Microbiologia (1971)

## Vita privata
Baltimore si sposò nel 1968 con la dottoressa Alice S. Huang; hanno una figlia.